# Kerk van Hieslum
De kerk van Hieslum is een kerkgebouw in Hieslum, gemeente Súdwest-Fryslân, in de Nederlandse provincie Friesland.

## Beschrijving
De kerk uit 1874 is gebouwd naar ontwerp van T.D. de Vries. De zaalkerk met driezijdig gesloten koor heeft een houten geveltoren met ingesnoerde spits. De luidklok (1673) was gegoten door Petrus Overney. Nadat deze gevorderd werd door de Duitse bezetter, goot Van Bergen Midwolda in 1953 een nieuwe klok. De preekstoel dateert uit de 17e eeuw. Achter het orgelfront bevindt zich een elektronisch orgel (Johannus Opus 220). De kerk is een rijksmonument.
Er wordt gekerkt door de Protestantse Gemeente Parrega/ Hieslum. De kerk in Parrega is de Johannes de Doperkerk.

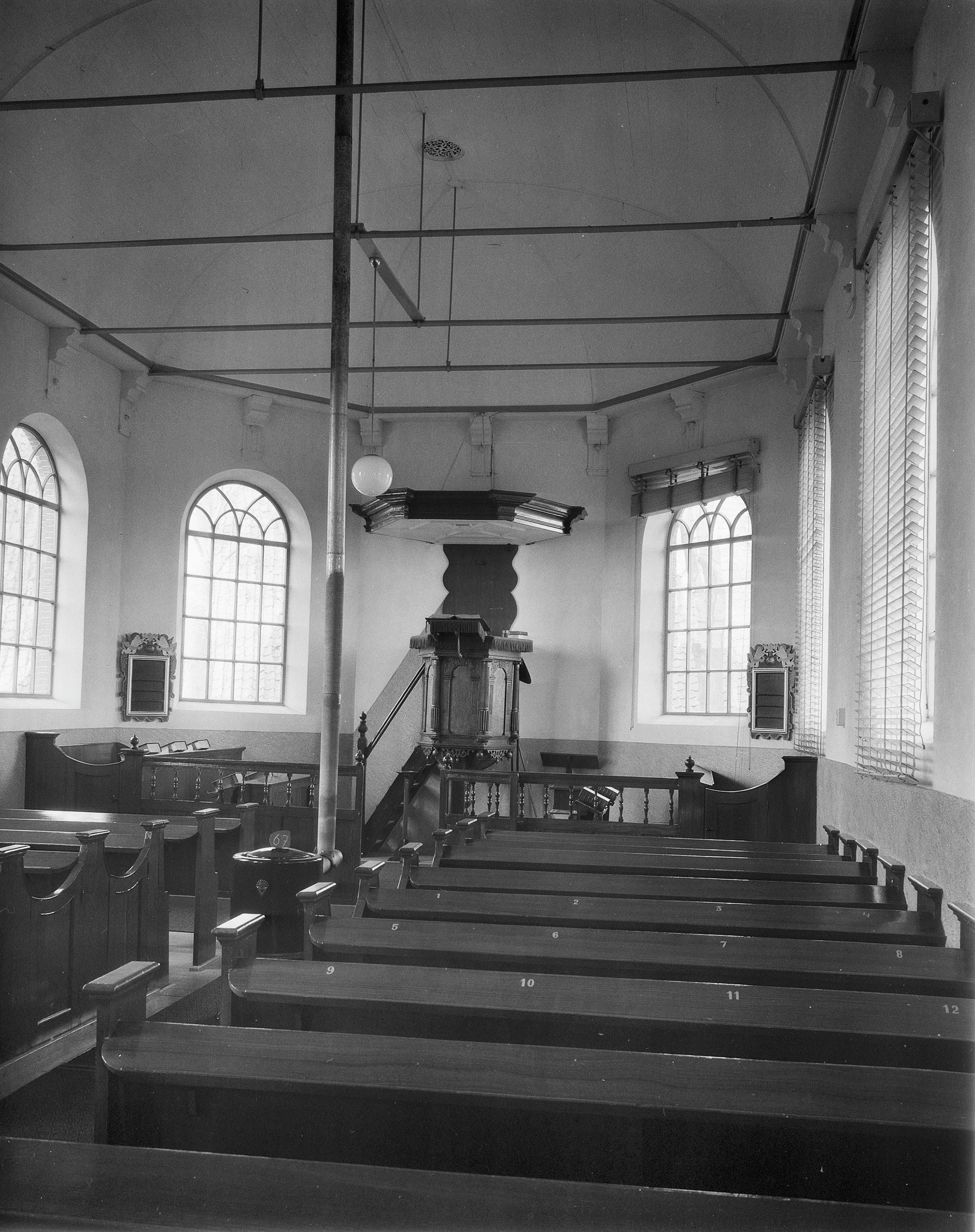
Interieur met preekstoel
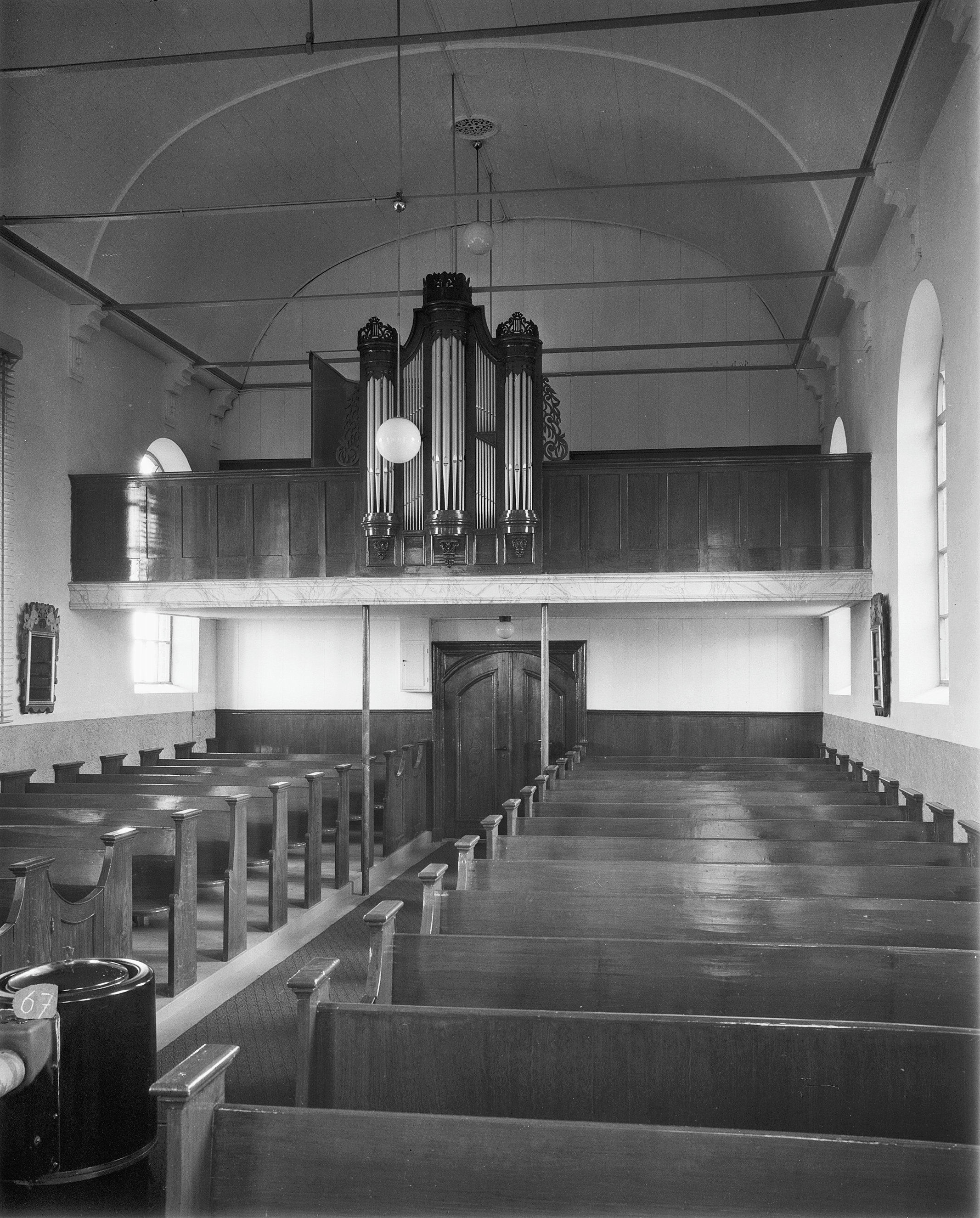
Interieur met orgel (1959)